# Карлос Роберто Рейна
Карлос Роберто Рейна Ідіакес (13 березня 1926 , Тегусігальпа  — 19 серпня 2003 , Тегусігальпа ) — гондураський політичний діяч, президент країни у 1994—1998 роках.

## Ранні роки
Народився у місті Тегусігальпа. Його дружина, Бессі Вотсон, була громадянкою Сполучених Штатів, вони мали двох доньок. Закінчив Національний університет Гондурасу, здобувши ступінь бакалавра юридичних і соціальних наук. Згодом продовжив навчання у Лондоні та Парижі.

## Політична кар'єра
Упродовж своєї тривалої політичної кар'єри Рейна обіймав багато урядових та міжнародних посад, в тому числі був суддею столичного суду, членом Міжнародного суду в Гаазі, послом Гондурасу у Франції, а також головою Центральної виконавчої ради Ліберальної партії Гондурасу.
Рейну заарештовували кілька разів за його політичну активність в опозиції до військових урядів. Вперше це сталось 1944 року за протести проти диктатора Тібурсіо Каріаса. Пізніше, у 1960-их роках був ув'язнений за опозицію генералу Освальдо Лопесу. Це спонукало Рейну стати палким борцем за права людини упродовж решти свого життя. 1979 року очолив Міжамериканський суд з прав людини Організації Американських Держав.

### Президентство
Виграв президентські вибори в листопаді 1993 року, набравши 56 % голосів виборців.
Рейна успадкував складну економічну ситуацію від своїх попередників. Зовнішній борг ліг тягарем на економіку країни: на його обслуговування йшло 40 % гондураського експорту. Втім, цей борг знизився близько на 700 мільйонів доларів у порівнянні з початком 1990-их років.
У своїй першій президентській промові Рейна проголосив «моральну революцію»:
|  | Я даю чесне слово перед Богом, перед народом та перед історією, що ми виконаємо ті зобов’язання, що взяли на себе. Ми переможемо корупцію; ми продовжимо політику соціального лібералізму. Ми побачимо завершення моральної революції. |

Одним з головних завдань, що поставив Рейна перед своєю адміністрацією, була реформа збройних сил. Ці зміни він здійснив ще до завершення першого року свого перебування на посаді. Першим кроком стало повернення усієї влади від військовиків до цивільних, а потім було скасовано обов'язкову військову службу.

## Подальше життя
У жовтні 1998 року Рейна обійняв посаду голови Центральноамериканського парламенту (Parlacén), яку обіймав до 28 жовтня 1999. Зрештою, 19 серпня 2003 року Карлос Роберто Рейна покінчив життя самогубством пострілом з пістолета, коли йому було 77 років. Вважається що самогубство стало наслідком нестерпних хвороб, на які Рейна хворів упродовж останніх років свого життя.

## Нагороди
- Кавалер золотого ланцюга ордена Пія IX (Ватикан, 17 листопада 1995)[2]